# Plaisance (stanice metra v Paříži)

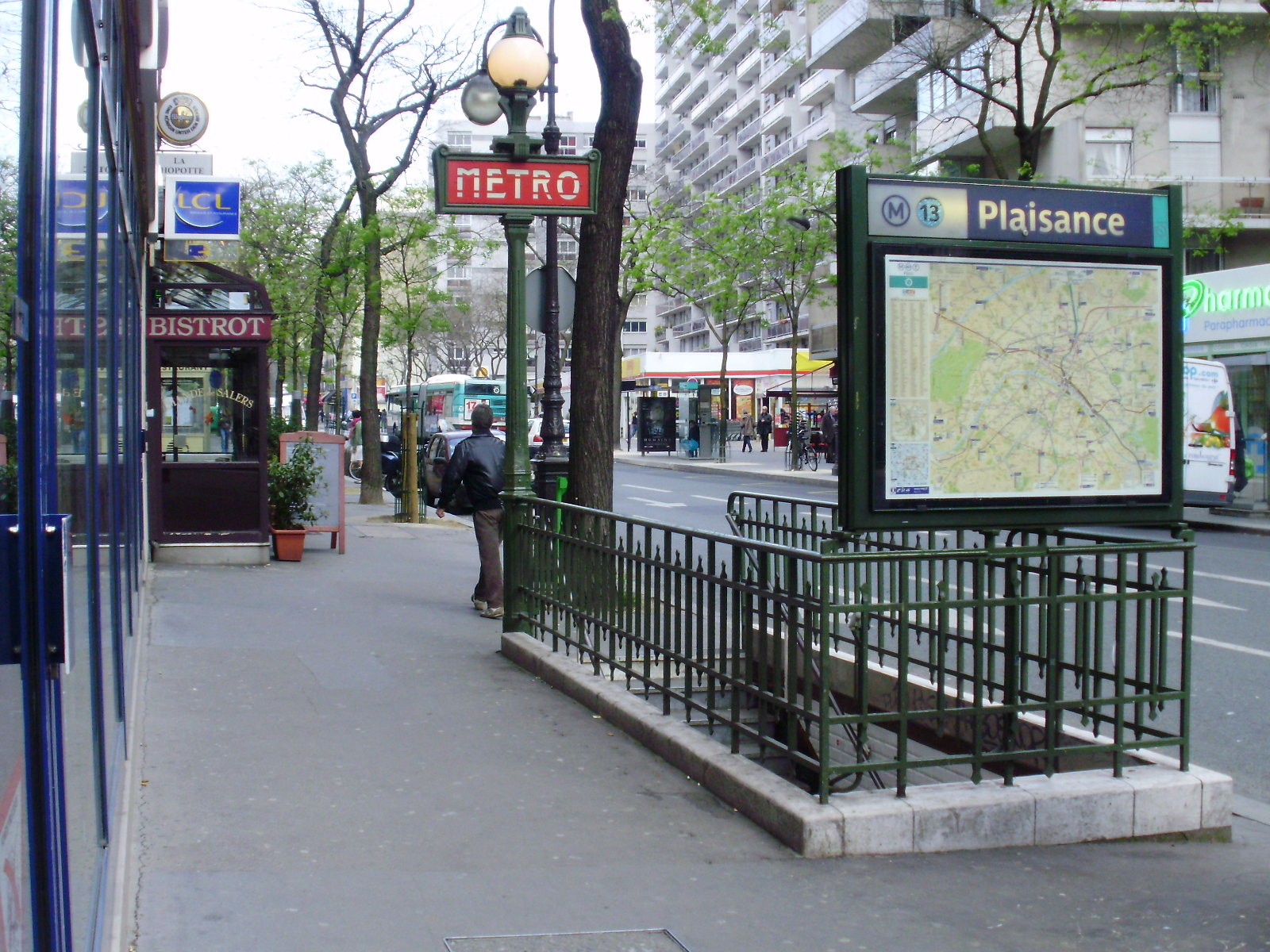
Vchod do stanice na Rue d'Alésia č. 168

Plaisance je nepřestupní stanice pařížského metra na lince 13 ve 14. obvodu v Paříži. Nachází se na křižovatce ulic Rue d'Alésia  a Rue Raymond Losserand.

## Historie
Stanice byla otevřena 21. ledna 1937 při zprovoznění tehdejší linky 14 ze stanice Porte de Vanves do Bienvenüe. 9. listopadu 1976 linka 14 zanikla, neboť byla spojena s linkou 13.

## Název
Jméno stanice je odvozeno od názvu zdejší čtvrti Plaisance, což byl název hradu, který zde kdysi stál. V roce 1842 byl zakoupen i s přilehlými pozemky, zbořen a na jeho místě vznikla nová městská čtvrť.

## Vstupy
Stanice má několik východů:
- Rue d'Alésia u domů č. 205, 168 a 170
- Eskalátor z nástupiště ve směru Châtillon – Montrouge vede na Rue Raymond Losserand u domu č. 144